# ガーリッシュ ナンバー
『ガーリッシュ ナンバー』（gi(a)rlish number）は、渡航（原作）×QP:flapper（キャラクター原案）による日本のメディアミックス作品。
テレビアニメの前日譚(三巻目は前日譚ではないので、アニメネタバレ注意)として、渡航による小説が『電撃G's magazine』（KADOKAWA）にて2016年3月号より、堂本裕貴による漫画が『電撃G'sコミック』（KADOKAWA）にて2016年4月号より連載開始。同年10月より12月までテレビアニメが放送された。
このほかの作品として、電撃G's magazine.comで配信された池澤真と津留崎優による四コマ漫画『ガーリッシュ ナンバー 修羅』、電撃G'sコミックで連載されたすらだまみによる漫画『ガーリッシュ ナンバー momoka memorial』がある。このうち、『ガーリッシュ ナンバー 修羅』はアニメ化が予定されていたが、2018年11月22日に製作中止が発表された。
タイトルロゴの英語表記は「girlish」のiとrの間に (a) が入っている。これは、少女らしいという意味の「girlish」と、けばけばしいという意味の「garish」、2つの意味が込められている。

## 成立
渡航はナタリーとのメールインタビューの中で、「この業界の人たちが頑張る理由や狂気じみた魅力」が発端となったと述べ、自らの精神を守るために執筆したいと思ったのではないかと振り返っている。
2012年ごろ、渡は酒の席で青春のオリジナルアニメをやりたいという話をしたところ、『やはり俺の青春ラブコメはまちがっている。』のプロデューサーである田中潤一朗から「感動！ 感動！ エモーション！ ……な感じ？」という作品を作ってほしいと持ち掛けられ、渡はひどい発注をされたと感じた。
それから1年ほど後、渡は「地方都市での少年少女たちのひと夏の青春群像劇」を作り、プロットとシリーズ構成と大まかなキャラクター設定が出来上がってきたところで、地味であるという指摘や面白さを理解できないという意見を受けたため、その企画をたたんだ。その数日後の酒の席で、田中から「アイドルものかロボものがやりたい」と言われ、渡は「ハートウォーミング時々殺伐アイドル声優青春ストーリー」というキャッチコピーをつけた「ふわふわキラキラしたアイドルもの」を装った企画を提出したが、実際の企画の内容は殺伐とした業界を描いた暗いものだった。
それにもかかわらず、この企画は採用されて本作へと発展した。渡はメールインタビューの中で、田中の決断力に驚きつつも、これらの出会いや経緯が本作を執筆する一番のきっかけになったと振り返っている。

### ビジュアル
本作のキャラクターデザインは、イラストレーター小原トメ太とさくら小春によるユニットQP:flapperが手掛けた。
本作のテレビアニメ版のキャラクターデザイナーを務めた木野下澄江はQP:flapperの絵柄について「ふわっとしている」とし、そのままアニメ化するとQP:flapperらしさがなくなる上、原画担当者や作画監督によってニュアンスが変わる恐れがあったため、自身の絵柄に近づけたとアニメ！アニメ！とのインタビューの中で振り返っている。

### 劇中劇『九龍覇王と千年皇女』（クースレ）
本作で主人公の千歳たちが声優として出演する劇中劇『九龍覇王と千年皇女』（通称：クースレ）は、角倉創原作・獅子田メル作画のライトノベルをテレビアニメ化した作品という設定であり、「中世の魔法バトルモノで、異世界転生して戦うストーリー。ヒット作を模倣して5倍くらいに薄めた、15番目のドジョウを狙った作品」というコンセプトで製作された。
テレビアニメ版では岸田メルのイラストが使われており、岸田はデザインにあたり「絶対にアニメ化できないイラストを描いてほしい」と依頼され、「20年くらい前に流行ったテイストで、これじゃ売れないよと担当編集に注意された体で」という気持ちで臨んだと、オープニングテーマ「Bloom」の発売直前スペシャルイベントの中で振り返っている。

## あらすじ
女子大生・烏丸千歳は「つまんない事なんてしたくない」という思いから声優養成所の門を叩き、これを卒業して晴れて声優デビューを果たす。しかし彼女に回ってくるのは名前も無いような端役ばかり。「この業界はおかしい」と言って憚（はばか）らない千歳は声優として成功出来るのか。
そんな彼女にようやく主役の座『九龍覇王と千年皇女』（クーロンはおうとミレニアムスレイブ、通称：クースレ）のメインヒロイン・ユウナ役が巡って来る。しかし、その起用はルックスの良さを見た九頭P（プロデューサー）が考えたサブヒロイン役の久我山八重、片倉京との3人組声優ユニット結成の企画ありきの起用であった。アニメの初収録で、千歳は演技力のなさを露呈してしまいスタッフらからも声優陣からも呆れられてしまう。年下の先輩声優・苑生百花にアドバイスを求め、自身でも研究を重ねて演技力を向上させ一応は収録を成功させるが、兄でありマネージャーでもある烏丸悟浄からはテンプレの演技でしかなく先がないと評される。
一方、アニメ制作現場ではキャラクターデザインや脚本が原作から勝手に変更されているというトラブルが発生して原作側の出版社と制作会社が対立、スケジュールがひっ迫し、第1話の先行上映会では本編の制作が間に合わず、PVを編集して上映することでやり過ごし、肝心のテレビ放映では楽しみにしていた千歳らが絶句するほどの作画崩壊した状態で放映されてしまう。先行上映会でのライブの盛り上がりを見た九頭Pとナンプロ（声優事務所）の社長はアニメの出来には何ら反省することなく、事務所主催のアイドル声優オーディションを開催しようと考え始める。
「クースレ」の主題歌CDは出荷1万枚を超え、アニメのBlu-ray第1巻の予約特典で声優のお渡し会が行われることになり、千歳・八重・京の3人でファン約100人に渡し、売れっ子声優になった気でいる千歳であったが、それをネット配信しているニヤニヤ生放送（仮）のコメントでは千歳のみを叩くコメントが大量に書き込まれ、図太い千歳もこれには涙を流すほどのショックを受ける。「何もしていないのになぜ叩かれるのか」と悟浄に聞く千歳であったが、悟浄は「お前だけが何もしていないから叩かれるんだ」とつぶやいた。
「クースレ」の売上が赤字になるのがほぼ確定になる中、九頭Pは強引に映像特典収録のため沖縄旅行へキャスト陣を連れていく。仲を深めるキャスト陣だが、役者志望の柴崎万葉は水着での撮影に難色を示し、どんな仕事も楽しんでやる千歳を見て不思議に思う。京は次にメインの仕事が取れなければ実家へ帰って婚活することを考えていた。一方、アイドル声優として売れている百花は母親との共演という話題性での指名キャスティングが来たことを複雑に感じていた。予算を勝手に使い込んだ九頭Pは上司に絞られ、飲みの席で分割2クール放映の「クースレ」の2期は部下である十和田APに任せると言い始める。八重・京は別のアニメのオーディションでも好感触を得るが、千歳は「クースレ」以外の仕事が決まらないままであった。
「クースレ」の分割2クール目が始まるのと同時期にナンプロの次世代声優オーディションが開催され、桜ヶ丘七海が合格して千歳の後輩としてナンプロに入所してくる。「クースレ」の原作からの大ファンで千歳をとても尊敬しているという七海を見て千歳は調子に乗って先輩風を吹かせるが、その後にナンプロが七海をこれからプッシュしていく方針であることが判明し、マネージャーも悟浄が千歳の担当を外れて七海の担当につくことになった。さすがの千歳も危機感を抱き、かつて声優であったが売れずにマネージャーに転向した悟浄のように主役1本だけでやめることになるのかと思い悩むのだった。
千歳の新たなマネージャーとして松岡重三が担当としてつくことになった。松岡はやる気のない千歳に努力の大切さを熱く語り、下積みも大事だと言ってモブの仕事を取ってくる。悟浄はナンプロの社長に千歳に新たなチャンスを与えるように申し出るが、社長はマネージャーは親でも先生でもない、見込みがないなら切るしかないと言い切る。その一方で七海はソロでCDデビューすることが決まる。現場を離れて釣りに精を出していた九頭Pも十和田APから人手が足りないから納品を手伝うように言われ現場に復帰することを決意する。
「クースレ」の最終話のアフレコに、大雪での電車の遅延で大遅刻してしまう千歳。放映まであと10日を切っており、九頭Pは最終話を総集編か声優特番でしのごうと考えるが、放送を落とすと違約金がかかると言われるとすぐに翻意して千歳の到着を待つ。自分の声優としての状況を悲観していた千歳だが、現場につくと決意を新たに、自分は作品やアニメのことはよくわからないし、自分の代わりもいくらでもいるが、それでも頑張っていくと周囲に表明する。それを聞いた原作者はライトノベルの執筆も同じだと思い情熱を取り戻し、Blu-rayの特典小説を書き始める。アフレコは無事終了、千歳は誰もいなくなったスタジオに一人お疲れ様でしたと挨拶する。放映終了後のライブイベントには主要声優全員が参加することになった。イベントにも寝坊して遅刻する千歳だが、開演前にはなんとか間に合う。ライブ終了後、この作品はできが悪かったが結構好きだったという千歳。その言葉を聞いた九頭Pは実は新しい企画があると言ってくる。それを聞いた千歳が「勝ったな！ガハハ！」と皆と高らかに笑い合うところで、物語は幕を下ろす。

## 登場人物
烏丸 千歳（からすま ちとせ）
声 - 千本木彩花
愛称は「ちーさま」。女子大生でナンバーワンプロデュース（通称：ナンプロ）に所属する新人声優。見た目は可愛いらしいが、その性格は自己中心的かつ唯我独尊で、すぐに調子に乗る嫌いがある。12月15日生まれ、血液型B型、東京都出身、趣味は映画鑑賞・猫カフェめぐり。目玉焼きが描かれた服がトレードマークで、最終話で一張羅ではなく引き出しの中にも同じ柄の服が多数あることが判明した。
他力本願なところがあり、自分が売れないのは事務所が売り出してくれないせいだと思っている。仕事の大半はモブ役なので、年収は確定申告が不要。原作の一文ではアニメのモブ役とスマホゲームの出演料を入れて、7万5千円(から中間マージン等を引いた額)の明細書が郵送されて来た事がある。
九頭Pへのゴマすり作戦が功を奏し、『九龍覇王と千年皇女（クースレ）』のメインヒロイン・ユウナ役に抜擢され、八重や京とのユニットでエンディングテーマも歌った。表向きは原作者の指名となっていたが、実際は九頭Pによる公私混同の指名だったため当初は周囲が呆れるほどの棒読みの台詞を連発してしまう。本人だけは気づいていなかったが視聴者からの批判が殺到したことでようやく自分の実力の低さに気付き改心、周囲の協力を経て練習し少しだけマシな演技力を身に着けた。『クースレ』でのイメージカラーは赤、SNSのアイコンは茶色の犬。
有名声優を知らないなど仕事に対する意識は高くなく、そもそも声優自体にあまり興味がない。その一方で神経はず太く、イベント終了後にはSNSで自身の評価のエゴサーチをするなどしている。「売れたら速攻独立で、中間マージンぶっ飛ばす」と歌ったり、七夕祭りの短冊に「事務所のマージンを減らせ!」と書いたりしている。ファンへの対応も素っ気ないため「塩対応」と評され、お渡し会でのニヤニヤ生放送のコメントが炎上する原因にもなった。
「勝ったな、ガハハ」が口癖で、Blu-ray第1巻のCMでもこのセリフを言っている。さらに公式グッズとしてこのセリフをプリントしたTシャツが制作された。
性格に関して、演じた千本木は「なかなか人には伝わらない感じだが、根っこはすごくいい子な気がする」と述べている。また、監督の井畑翔太は「クズというよりは、日本人っぽくないのかも。僕らはふだん、本心をそのまま伝えることは品がないので『言葉を選んで返事をしなければ……』と思うじゃないですか。そこをあえて、ズバッと本音をいう千歳は欧米っぽいのかもしれません。いわば、世界基準の精神レベルなのだと」と述べている。
堂本版漫画の第3巻では、他の声優より劣る演技力で確実に出演を射止めることを狙ったマネージャー・悟浄の計算により、サブヒロインのスピカ役となった。
久我山 八重（くがやま やえ）
声 - 本渡楓
新人声優。4月20日生まれA型。千歳とは養成所で同期で事務所も同じ。天然であざとく、それが原因で一部に嫌われている。気弱で本番に弱く、半泣きで千歳の袖を引っ張るため、千歳からも「腹黒い」「魂がビッチ」とまで呼ばれるものの、腹黒いという自覚がない。ただし酔っぱらうと本音が出るため、普段の態度から思いもよらない過激な発言が飛び出す。バスト90の巨乳と小柄な体格だが、実は太りやすい体質なので年柄年中ダイエットに勤しんでいる。
千歳と比べて作品に対する関心は高く、仕事にも意欲的に取り組んでいる。難波社長のアイドル声優売り出し戦略で『九龍覇王と千年皇女』のサブヒロインに抜擢された際には千歳・京とのユニットでエンディングテーマを歌った。: 担当声優の本渡はアフレコ現場で「もっと、あざとく」というディレクションを何度ももらい、インタビューでも「私の出せる限りのあざとさを出しました（笑）」と振り返っている。
『クースレ』でのイメージカラーは紫、SNSのアイコンは（恐らく）ウーパールーパー。
片倉 京（かたくら こと）
声 - 石川由依
26歳。2月17日生まれO型。千歳と同じナンバーワンプロダクション所属の先輩声優で、悟浄と同期だった。明るい茶髪と緑色がかった瞳が特徴で性格は明るく比較的常識人。関西弁を使う。作画スタッフの名前を言えるほどアニメが好きなので作品や声優に関する知識が広く、烏丸千歳からはアニメ博士扱いされている。あまり売れてないのでバイトの掛け持ちをしており、30代に近づいたことに危機感を抱いている。
悟浄が声優を辞めてしまったことは残念に思う一方、仕事に恵まれず苦しんでいた胸中や声優業界の厳しい現状も理解しているため、彼の決断については受け入れている。『クースレ』で組んだ他のメンバーが良くも悪くも人に気を遣えないので、気遣い上手の彼女が皆をまとめている。馴れ合いを好まない柴崎万葉も気遣っており、九頭Pの失敗で一時は危機に瀕した『クースレ』の仕事も何とか乗り切ることができた。
難波社長のアイドル声優売り出し戦略から、ライトノベル原作のアニメ『九龍覇王と千年皇女』のサブヒロインに抜擢された上、同じくヒロインを演じる烏丸千歳・久我山八重とのユニットでエンディングテーマも歌うこととなった。『クースレ』でのイメージカラーは緑、SNSのアイコンは緑のオウム。
苑生 百花（そのう ももか）
声 - 鈴木絵理
17歳。3月31日生まれAB型。高校生で、ミュージシャンとしても活躍するアイドル声優。ヴォイスエンタープライズ所属。父（声 - 伊達忠智）が有名アニメ監督、母・苑生桜（声 - 中原麻衣）が有名声優という業界の大物に生まれ育ったため、尊大な態度を見せることが多く、「ラノベ作家って…あの人達、絵も描けない、曲も作れない、演技だってできない、それでもこの業界にしがみつきたいだけの人なんだから…ってパパが言っていた」と、原作ラノベ作家をバカにしている。一方で問題児の烏丸千歳や柴崎万葉を気遣うなど面倒見が良く、基本的にはいい人である。
「クースレ」で共演する千歳とはSNSのIDを交換した後、彼女に演技指導するなど「格下」扱いしている。一方、千歳からは当初は「知り合い」扱いしていたが、八重たちからその素性を聞くと「友達」扱いにレベルを上げている。万葉とは音楽性の違いから打ち解けない面もあったのだが、万葉が帰郷した際に勝手に同行するという騒動を経て仲良くなる。『クースレ』でのイメージカラーはピンク、SNSのアイコンはオスのライオン。
柴崎 万葉（しばさき かずは）
声 - 大西沙織
いろはプロダクション所属の人気声優で、「クースレ」で千歳たちと共演する。1月8日生まれA型。舞台裏ではほとんど笑顔を見せないが、ステージに立つとプロ意識の高さにより笑顔で挨拶や歌を披露している。山形県出身のため、酔っ払った時などにたまに山形弁が出ることがある。
役者への憧れが強く、萌えアニメより硬派なアニメをやりたいと考えているほか、声優が演技以外の仕事をさせられていることに関して不満を抱いている。マネージャーに対してもその持論を度々ぶつけており、同業者からは畏敬とやっかみが相俟って陰口の対象にされている。
実家は山形県のさらに山奥にある温泉旅館（モデルは尾花沢市の銀山温泉）で、5年前に親からの反対を押し切って上京した。母親が様子を見に来てくれたことで事態が急変し、電話に出た九頭Pの猥談に父親が激怒したため、思いがけず帰郷することになる。その際、自分を理解してくれていないと思っていた父親が実は心の底から自分を応援してくれていたと気づいた。
苑生百花とは同じ若手人気声優という事から『クースレ』以前も度々共演していながらプライベートでの付き合いは無かったのだが、成り行きで帰郷した際に勝手に同行してきた騒動を経て仲良くなる。『クースレ』でのイメージカラーは青、SNSのアイコンは(恐らく)灰色の狼。
小説版第3巻・堂本版漫画第3巻に収録された描き下ろし短編では、駆け出し時代、声優時代の烏丸悟浄が音響監督にも意見する真摯さと、周囲に対する苑生桜の気配りを見て声優としての心構えを固め、現在も2人を密かに尊敬している設定となっている。
『ガーリッシュ ナンバー 修羅』ではスマートフォンのソーシャルゲーム依存症に陥っており、アイテム課金サービス（ガチャ）を盛んに利用している様子が描かれている。また、第5話では「萌えでも子供向けでもなくギャグでもない硬派な作品なんてね、そんなにホイホイないんだよ…」とマネージャーにつっこまれている。
桜ヶ丘 七海（さくらがおか ななみ）
声 - 佐藤亜美菜
千歳と同じ事務所に所属している新人声優で、ナンプロ主催の次世代声優オーディションに合格し、声優デビューを果たした。さらにソロでCDデビューを果たすなど着実な成長を重ねているため、千歳に焦りを感じさせている。高校3年生で、来年は大学に進学する予定。
性格は純真でまっすぐ、「努力」が口癖の努力家。「尊敬してます！」と言い切るほどの千歳のファンで、その理由が「(アニメの)ユウナとともに成長していく姿が素敵だった」との事。
単行本を初版で買うほど根っからの「クースレ」のファンで、彼女が一ファンとして作品の事を熱く語る姿がスタッフの心に火を付け、新しい「クースレ」作りの原動力となった。
九頭（くず）P
声 - 中井和哉
ペイタックス所属のプロデューサー（製作委員会における販売元担当）。音楽畑出身。外見・中身ともにチャラ男で、くだらない駄洒落を言うのが好き。
主幹事会社として担当する「クースレ」では千歳を主役に抜擢するが、起用の理由は声優としての実力ではなく声優ユニットメインの企画ありきであり、肝心のアニメ製作では自身の会社と原作者、およびアニメスタジオとの調整が不調に陥った結果、その出来は散々なものとなってしまう。自身の遊行に予算を使い込むために黒字を出すことにこだわっており、使い込みができなくなる赤字に直面すると黒字にするための無茶な企画を持ち出してくる。
十和田の話によると前の職場ではバリバリ働く事で業界では有名だった。音楽畑出身であり、かつては骨のある男だったが、同僚の石神井Pに出世も女も取られ転職することになった。ディスクの売り上げで制作費を回収し儲けを出すことが可能だった時代を懐かしんでおり、今では完全に抜け殻状態になっている。
マイマイちゃん（声 - 佐倉綾音）という自称アニメ好きのキャバ嬢に入れ込んでおり、仕事そっちのけで通っているが、実はそのキャバ嬢の最近見たアニメは西洋風のものばかりであった。
原作者の渡航によると「本当に叩くべき存在はプロデューサーである、ということを伝えていきたい」「おそらく九頭Pを通じて、それを伝えることが出来た」「メーカーのプロデューサーはあまり表に出てこないが、かなり重要なポジション。だから、そういった存在を知れると、よりアニメを楽しく見れるんじゃないか」とのこと。
十和田（とわだ）AP
声 - 江口拓也
九頭を補佐するアシスタントプロデューサー。上司と異なり、真面目な性格。九頭に丸投げされる形で『クースレ』の後半クールを担当する事になる。
仕事を丸投げされたこと自体には憤りを感じていたが九頭が抜けたことで意外にも事態が改善し、自身の会社と原作者、およびアニメスタジオとの調整も円滑に進むようになった。失敗の原因であった九頭P発案の声優ユニットメインの企画ありきの戦略も鳴りを潜め、最終的には九頭にも（雑用的な役割として）助けを求めるほどの好評であるが故の忙しさとなり、九頭の失敗で低評価作品とされてしまっていた『クースレ』の評価を大きく改善させることに貢献した。
九頭や千歳をはじめとしたいい加減な面子が多いため、険悪になった事態改善に振り回されることが多い。優秀で真面目だった頃の九頭を知っているが故に抜け殻となってしまった今の九頭には複雑な心境を抱いている。
原作者の渡航によると「アニメで登場する九頭Pと十和田というAPの話あたりは多少形を変えてはいますがだいたい全部実話です」とのこと。また、一番感情移入できるキャラクターは十和田であり、「万事、雑な上司に振り回される姿は非常に親近感と既視感を覚えます」と述べている。
烏丸 悟浄（からすま ごじょう）
声 - 梅原裕一郎
千歳の兄でナンプロのマネージャー。もともとは「低音の貴公子」のキャッチフレーズで声優として売り出されたが、主役級のアニメを1本務めたことはあったものの、最終的には売れなかった為に廃業し裏方に転向。仕事を舐めてかかっている妹に手を焼かされており、兄にもかかわらず「悟浄くん」と呼ばれている上に「社畜」扱いされるほど見下されているため、兄妹仲は険悪である。声優時代、京と同期だった。
新たに七海の担当マネージャーになり、千歳のマネージャーからは外れることになった。
『ガーリッシュ ナンバー 修羅』ではメガネをかけている。
テレビアニメでは詳細が語られていないが、小説では新宿近くの2LDKのマンションに千歳と二人で暮らしている。悟浄と千歳の薄給だけではとても住める物件ではなく、両親からの援助でなんとか家賃を払っている。
オーディションを受けるときも担当する役が決まってからも原作ライトノベルを読もうとしない千歳にはプロ意識のなさに呆れている一方で、本心では原作を読みこむべきかはケースバイケースであり、アニメ向けのいい演技ができるかとは別の問題であるとも考えている。
難波（なんば）社長
声 - 堀内賢雄
ナンプロの社長。豪快な性格で、千歳の口癖は彼の影響によるものである。九頭の口車に乗せられ所属声優の売り出しプロジェクトに加担しようとするなど普段はおちゃらけている。その一方、「芽が出ない新人に対しては切るしかない」と発言するなど厳しい考えを持っていると同時に、所属声優一人一人を大切な存在だと感じており、かつては悟浄の商業的な成功を期待しており、悟浄の妹である千歳についても成功する時期がくるのをきちんと待ってくれていた。同時に「マネージャーは親でも先生でもない」と千歳の自立を悩む悟浄に叱咤激励もしている。
松岡 重三（まつおか じゅうぞう）
声 - 松岡禎丞
ナンプロのマネージャーで悟浄に代わる新たな千歳の担当。熱血漢でテニスウェアでマネージャー業務を行っている。男性だが髪型はポニーテール。下積みの仕事も大切であることを理解しており、モブ役を嫌がる千歳に努力の必要性をしっかりと伝える。伝え方が一つ一つ暑苦しいため千歳からは若干引かれているが、彼の熱意に押し切られる形で千歳が下積みの仕事もきちんとこなすことへとつながった。
石神井（しゃくじい）P
声 - 速水奨
九頭がかつて勤務していたアニプロエンタ所属のプロデューサー。『クースレ』と同時期に他作品のアニメ化を首尾よく成功させたらしく業界内でも評価は昔同様に今でも非常に高い。羽振りも良いらしく打ち上げに混ざりこんだ千歳は打ち上げ自体の活気と豪放さに衝撃を受けていた。かつての同僚である九頭と再会した際には「かつては骨のある男だった」と評しつつも、思い通りいかない物事から逃げ腰な姿勢が変わってないことには冷笑していた。
河原 睦美（かわはら むつみ）
声 - 安済知佳
ヴォイスエンタープライズのマネージャーで百花の担当。悟浄とは旧知の仲。九頭による赤字解消のための水着企画や格安ギャラの提示などに振り回されており、十和田や万葉マネ同様に九頭の被害者の一人。
万葉マネ
声 - 榎木淳弥
いろはプロダクションのマネージャーで万葉の担当。名前などは不明。役者意識の高い万葉に気を揉む事が多い。九頭が万葉の父親を激怒させたため十和田と共に九頭の非礼を謝罪するため万葉の父親の元へ出向くなど、十和田や河原同様に九頭の被害者の一人。
月島
声 - 兼政郁人
「クースレ」担当編集。アニメの出来にショックを受けた角倉を気遣う。角倉に友達がいないことも理解しているため、角倉に対し本気で親身になって相談にのってくれる数少ない存在。九頭の仕事の酷さに悩まされていたが、仕事を投げ出した九頭に代わり十和田が中心役となったことで仕事が円滑に進むようになった。「クースレ」の最終的な成功と角倉の自信回復により、止まりかけていた「クースレ」の執筆が再開されたことに心から喜んでいた。
声優E
声 - 八代拓
「クースレ」の男主人公・カイト役の男性声優。劇中に登場した「クースレ」のキャスト表によると本名は絵口達郎。
角倉創
声 - 石井一貴
「クースレ」の原作者で、月島以外の友人がいない。九頭が声優ユニットありきの政治案件を持ち込んだことでアニメ化の段階で原作の内容を変更されただけでなく、アニメ製作会社（九頭の会社）とアニメスタジオの板挟み、原作変更に抗議する編集と九頭自体の手際の悪さに巻き込まれるなど散々な目に合わされた。肝心の原作者である自身の意見を言えないまま制作が進んだことには大きなショックを受けていた。
口下手であるため、制作現場でも具体的に何が悪いかを指摘できずに終わってしまう。主役である千歳もプロ意識が育っていない段階であったため、放送開始直後から原作者叩きというネット炎上に悩まされる。アニメ自体も原作とは内容が異なるワンクールアニメとして第一期が放送されたため、アニメの出来は差し引いても出演声優陣から「結局コレ、何がやりたいお話だったのかしら」と言われる出来栄えにされてしまっていた。アニメショップにいるモブから「原作もクソなんでしょ? 読んでないけどまとめサイトで見たわ」と言われるなど評価が悪い。
九頭の仕事の酷さや九頭の悪い影響に染まったアニメ制作現場に失望し一時は「クースレ」の執筆に行き詰ってしまう。編集長からは「世に出て批判される作品、世に出ず批判すらされない作品、どちらが幸福か」というたとえ話により、どんな評価に対しても物語を書き続けるのがプロであると暗に叱咤激励されるなど課題も多い。
後に九頭が仕事を十和田に丸投げしたことで事態が改善、十和田中心になったことで関係者同士の調整が正常化しアニメ化された「クースレ」の最終的な評価が上々のものとなったことで自信を取り戻す。一時は続きを書けなくなっていた「クースレ」の執筆も再開し、良いアイデアが再び浮かぶようになったことを喜んでいた。

## 既刊一覧

### 小説
- 渡航（著）・QP:flapper（キャラクター原案・カラーイラスト）・やむ茶（モノクロイラスト）『小説 ガーリッシュ ナンバー』 KADOKAWA、全3巻
  1. 2016年7月26日発売[20]、ISBN 978-4-04-892236-4
  2. 2016年10月27日発売[21]、ISBN 978-4-04-892522-8
  3. 2017年6月26日発売[22]、ISBN 978-4-04-892992-9

### 漫画
- 渡航（原作）・堂本裕貴（漫画）・QP:flapper（キャラクター原案）『ガーリッシュ ナンバー』 KADOKAWA〈電撃コミックスNEXT〉、全3巻
  1. 2016年7月26日発売[23]、ISBN 978-4-04-892242-5
  2. 2016年12月17日発売[24]、ISBN 978-4-04-892605-8
  3. 2017年6月27日発売[25]、ISBN 978-4-04-892986-8
- 渡航（原作）・池澤真、津留崎優（作画）・QP:flapper（キャラクター原案）『ガーリッシュ ナンバー 修羅』 KADOKAWA〈電撃コミックスEX〉、2016年11月26日発売[26]、ISBN 978-4-04-892532-7
- 渡航（原作）・すらだまみ（作画）・QP:flapper（キャラクター原案）『ガーリッシュ ナンバー momoka memorial』 KADOKAWA〈電撃コミックスNEXT〉、2016年11月26日発売[27]、ISBN 978-4-04-892534-1

## テレビアニメ
2016年10月より12月までTBS・サンテレビ・BS-TBSなどで放送された。

### スタッフ
- 原作 - Project GN[7]
- 原案・シリーズ構成 - 渡航[7]
- キャラクター原案 - QP:flapper[7]
- 監督 - 井畑翔太[7]
- キャラクターデザイン - 木野下澄江[7]
- デザインワークス - 石川雅一[7]
- 美術設定 - 大久保修一[7]、友野加世子[7]
- 美術監督 - 峯田佳実[7]
- 色彩設計 - 林由稀[7]
- 撮影監督 - 伊藤康行[7]
- 編集 - 小島俊彦[28]
- 音響監督 - 本山哲[7]
- 音楽 - 菊谷知樹[7]
- 音楽制作 - NBCユニバーサル・エンターテイメント[7]
- 音楽プロデューサー - 西村潤、冨田明宏[7]
- プロデューサー - 田中潤一朗[7]、小倉充俊[7]、高島宏暢[7]、林俊安[7]、相田剛[7]、藍谷厚史[7]、兼光一博[7]
- アニメーションプロデューサー - 天野翔太[7]
- アニメーション制作 - ディオメディア[7]
- 製作協力 - NBCユニバーサル・エンターテイメント[19]、KADOKAWA アスキー・メディアワークス[19]、ディオメディア[19]、メディコス・エンタテインメント[19]、フロンティアワークス[19]、ダックスプロダクション[19]、日本ナレーション演技研究所[19]、アイオウプラス[19]
- 製作 - TBS、ガーリッシュナンバー製作委員会[19]

### 主題歌・挿入歌
「Bloom」
ガーリッシュ ナンバーによるオープニングテーマ。作詞・作曲・編曲はy0c1e。
「決意のダイヤ」
kohaluna［苑生百花（鈴木絵理）、柴崎万葉（大西沙織）］による第1話の特別オープニングテーマ。作詞・作曲・編曲はy0c1e。劇中アニメのキャラクターソングという設定。
「今は短し夢見よ乙女」
ガーリッシュ ナンバーによるエンディングテーマ。作詞は山本メーコ、作曲・編曲は佐藤陽介。
「虹色Sunrise」
ガーリッシュ ナンバーによる第4話挿入歌。作詞はakane、山本メーコ、作曲・編曲は矢鴇つかさ。
劇中アニメ『九龍覇王と千年皇女』オープニングテーマ。実際に作曲家の矢鴇つかさへ「『クースレ』に合わない曲」として発注された。
「いただき☆ハイテンション」
ガーリッシュ ナンバーによる第6話挿入歌。作詞・作曲・編曲はy0c1e。
「SSS」
桜ヶ丘七海（佐藤亜美菜）による第10話挿入歌。作詞はeNu、作曲・編曲はR・O・N。
「明日への途中で」
ガーリッシュ ナンバーによる第12話挿入歌。作詞・作曲・編曲は板倉孝徳。

### 各話リスト
| 話数   | サブタイトル                   | 脚本              | 絵コンテ          | 演出                               | 作画監督 | 総作画監督                     |
| ------ | ------------------------------ | ----------------- | ----------------- | ---------------------------------- | --- | ------------------------------ |
| 第1話  | やさぐれ千歳と腐った業界       | 渡航              | 井畑翔太          | 井畑翔太                           | 木野下澄江、大村将司、石川雅一                                                                                     | 木野下澄江                     |
| 第2話  | 天狗な千歳と声なき悲鳴         | 渡航              | 井畑翔太          | 飛田剛                             | 西田美弥子、加藤弘将                                                                                               | 木野下澄江                     |
| 第3話  | 邪道な千歳と王道展開           | 渡航              | 吉田徹            | 藤本義孝 胡蝶蘭あげは              | 谷口繁則、金正男 韓承熙、安孝貞                                                                                    | 木野下澄江 石川雅一 西田美弥子 |
| 第4話  | イケイケ千歳とゆかいな仲間たち | さがら総          | 富田浩章 井畑翔太 | 大橋一輝                           | 徳永さやか、大村将司、上野卓志 洪範錫、YuMinZi、Lee Duk Ho Shin Min Seop、Shin Hyung Sik Kim Eun Ha、Kim Jin Young | 木野下澄江                     |
| 第5話  | ちょけった千歳とぼこぼこ評価   | さがら総          | 数井浩子          | 筆坂明規                           | 大田謙治、水野隆宏 LEVELZERO                                                                                       | 木野下澄江 西田美弥子 石川雅一 |
| 第6話  | 浜辺の千歳と通らぬ予算         | 渡航              | 井畑翔太          | 久慈悟郎 井畑翔太 胡蝶蘭あげは     | 西田美弥子、小川茜、徳永さやか 大村将司、洪範錫                                                                    | 木野下澄江                     |
| 第7話  | やじうま千歳と授業参観         | 菅原雪絵 渡航     | ひいろゆきな      | ひいろゆきな 井畑翔太 胡蝶蘭あげは | 加藤弘将、小川茜 伊集院いづろ、j-cube                                                                              | 木野下澄江 石川雅一 西田美弥子 |
| 第8話  | ねぼすけ千歳と湯煙旅情         | 菅原雪絵 さがら総 | 井畑翔太          | 飛田剛                             | 木野下澄江、石川雅一、加藤弘将 徳永さやか、小川茜、大村将司 上野卓司、是本晶、陣内美帆 石田啓一、YuMinZi           | 木野下澄江                     |
| 第9話  | 焦燥千歳と疾走ルーキー         | さがら総          | 山田浩之          | 井畑翔太 胡蝶蘭あげは 村上勉       | 粟井重紀、飯塚葉子、桜井木の実 櫻井拓郎、高波祐太、塚本歩 烏山冬美、中拓郎、松下純子                               | 木野下澄江 石川雅一 西田美弥子 |
| 第10話 | 闇堕ち千歳と失意のクズ         | さがら総          | 数井浩子          | 大橋一輝                           | 石川雅一、玉木慎吾、大村将司 加藤弘将、徳永さやか、小川茜 望月俊平、上野卓志                                       | 木野下澄江                     |
| 第11話 | 揺れる千歳と決意の悟浄         | 渡航              | 吉田徹            | 吉田徹                             | 加藤弘将、小川茜、望月俊平 徳永さやか、大村将司、上野卓志 石田啓一、YuMinZi                                        | 石川雅一 西田美弥子            |
| 第12話 | 烏丸千歳と……                   | 渡航              | 井畑翔太          | 井畑翔太                           | 西田美弥子、石川雅一、加藤弘将 小川茜、徳永さやか、望月俊平 大村将司、上野卓志                                     | 木野下澄江                     |

### 放送局
| 放送期間                      | 放送時間                     | 放送局             | 対象地域   | 備考                      |
| ----------------------------- | ---------------------------- | ------------------ | ---------- | ------------------------- |
| 2016年10月7日 - 12月23日      | 金曜 2:28 - 2:58（木曜深夜） | TBSテレビ          | 関東広域圏 | 製作局 / 字幕放送         |
| 2016年10月8日 - 12月24日      | 土曜 0:00 - 0:30（金曜深夜） | サンテレビ         | 兵庫県     |                           |
| 2016年10月9日 - 12月25日      | 日曜 1:30 - 2:00（土曜深夜） | BS-TBS             | 日本全域   | BS放送                    |
|                               | 日曜 1:53 - 2:23（土曜深夜） | チューリップテレビ | 富山県     |                           |
| 2016年10月17日 - 2017年1月9日 | 月曜 1:30 - 2:00（日曜深夜） | TBSチャンネル1     | 日本全域   | CS放送 / リピート放送あり |

インターネットでは、dアニメストア、アニメ放題、U-NEXT、バンダイチャンネル、Hulu、ビデオパス、Gyao!、楽天ショウタイム、ビデオマーケット、ニコニコチャンネルにて2016年10月9日より毎週日曜12時より配信を開始した。
| TBS 金曜 2:28 - 2:58（木曜深夜）枠 | TBS 金曜 2:28 - 2:58（木曜深夜）枠 | TBS 金曜 2:28 - 2:58（木曜深夜）枠 |
| 前番組                             | 番組名                             | 次番組                             |
| ---------------------------------- | ---------------------------------- | ---------------------------------- |
| この美術部には問題がある！         | ガーリッシュ ナンバー              | セイレン                           |

### BD / DVD
| 巻 | 発売日         | 収録話          | 規格品番  | 規格品番  | 映像特典                                                                       |
| 巻 | 発売日         | 収録話          | BD初回版  | DVD初回版 | 映像特典                                                                       |
| -- | -------------- | --------------- | --------- | --------- | ------------------------------------------------------------------------------ |
| 1  | 2016年12月21日 | 第1話 - 第2話   | GNXA-1881 | GNBA-2521 | 第1話ノンクレジットオープニング 『九龍覇王と千年皇女』先行プロモーションビデオ |
| 2  | 2017年1月27日  | 第3話 - 第4話   | GNXA-1882 | GNBA-2522 |                                                                                |
| 3  | 2017年2月24日  | 第5話 - 第6話   | GNXA-1883 | GNBA-2523 |                                                                                |
| 4  | 2017年3月29日  | 第7話 - 第8話   | GNXA-1884 | GNBA-2524 |                                                                                |
| 5  | 2017年4月26日  | 第9話 - 第10話  | GNXA-1885 | GNBA-2525 |                                                                                |
| 6  | 2017年5月26日  | 第11話 - 第12話 | GNXA-1886 | GNBA-2526 |                                                                                |
| 7  | 2018年11月28日 | シリーズ全12話  | GNXA-1887 |           |                                                                                |

### CD
| アルバム名                                    | 発売日         | 規格品番  |
| --------------------------------------------- | -------------- | --------- |
| オープニングテーマ『Bloom』                   | 2016年11月16日 | GNCA-0444 |
| エンディングテーマ『今は短し夢見よ乙女』      | 2016年12月7日  | GNCA-0445 |
| キャラクターソング『いただき☆ハイテンション』 | 2016年12月14日 | GNCA-0446 |
| キャラクターソング『明日への途中で』          | 2016年12月21日 | GNCA-0447 |

### Webラジオ
『「ガーリッシュ ナンバー」CUTE GIRLS RADIO（略して「クズらじ」）』は、2016年10月7日から12月30日にかけてアニメイトタイムズにて毎週金曜日に配信されたラジオ番組。全13回。2017年8月6日開催のイベントを録音したSP回を同年8月25日、9月1日に配信した。パーソナリティは千本木彩花（烏丸千歳 役）、本渡楓（久我山八重 役）。
コーナー
- ふつおた - 番組宛に届いたリスナーによるふつおたを読み上げる。
- 何でも答える「アニメ・声優業界Q&A」 - リスナーから募集した、アニメ・声優業界に関する疑問、質問、噂、都市伝説についてパーソナリティが可能な限り答えていく。
- クズらじリコメンド - 当作品の主題歌・劇中歌・キャラソンを推薦曲として流す。

ゲスト
- 第2回 - 渡航
- 第5回 - 大西沙織
- 第7回 - 石川由依
- 第11回 - 鈴木絵理
- 第13回 - 佐藤亜美菜

公開録音
クズらじ公開録音イベント
- 開催日 - 2016年12月25日
- 会場 - アニメイト池袋本店
- 出演 - 千本木彩花、本渡楓、佐藤亜美菜（桜ヶ丘七海 役）
- 音源配信 - 第13回

「ガーリッシュ ナンバー」公開録音イベント 夏休みだよ「CUTE GIRLS RADIO」納涼☆クズクズすくーる♪
- 開催日 - 2017年8月6日
- 会場 - 発明会館ホール
- 出演 - 千本木彩花、本渡楓、石川由依（昼の部）、鈴木絵理（昼の部）、大西沙織（夜の部）
- 音源配信 - SP回、SP2回

ラジオCD
「ガーリッシュ ナンバー CUTE GIRLS RADIO（略して「クズらじ」）」CD「クズ盤」
- 発売日 - 2017年2月22日
- 内容 - オーディオCD（新規収録）+ MP3CD（過去収録：第1回 - 第12回）

「ガーリッシュ ナンバー CUTE GIRLS RADIO（略して「クズらじ」）」CD「超クズ盤」
- 発売日 - 2017年4月26日
- 内容 - オーディオCD（新規収録）+ MP3CD（過去収録第13回 + 「 Loves アニメイト&ゲーマーズ 」全6回）